# Enrique Urién
Enrique Urien es una localidad y municipio de la Argentina, ubicado en el departamento Mayor Luis Jorge Fontana de la provincia del Chaco. Fue fundada en 1899.

## Vías de comunicación
La principal vía de acceso es la ruta provincial 13 —de tierra— que la comunica al oeste con Villa Ángela y al este con Samuhú; otra vía importante es la provincial 17, que la vincula al norte con la RP6 cerca de Villa Berthet. En 2014 se concretó su primera cuadra de pavimento urbano.

## Población
Cuenta con 515 habitantes (Indec, 2010), lo que representa un incremento del 52,4% frente a los 338 habitantes (Indec, 2001) del censo anterior. En el municipio el total ascendía a los 899 habitantes (Indec, 2001).
| Gráfica de evolución demográfica de Enrique Urién entre 1991 y 2010 |
|                                                                     |
| Fuente: Censos nacionales del INDEC                                 |